# Under the Bushes Under the Stars
| Recensione     | Giudizio |
| -------------- | -------- |
| Piero Scaruffi | [ 1 ]    |
| Rolling Stone  | [ 2 ]    |
| All Music      | [ 3 ]    |

Under the Bushes Under the Stars è il nono album in studio del gruppo musicale statunitense Guided by Voices, pubblicato negli Stati Uniti d'America nel 1996 dalla Matador Records. L'edizione in vinile era formata da due dischi, il primo un long playing e il secondo un mini-album da 12 pollici; l'edizione in CD da un solo disco con gli stessi brani; è stato pubblicato anche in formato musicassette. Contemporaneamente la Matador lo ha pubblicato anche nel Regno Unito in CD con un secondo disco di bonus track; venne pubblicato in doppio CD anche in Australia dalla Fellaheen e in Giappone in versione CD singolo dalla P-Vine/Blues Interactions.

## Tracce
Tutte le tracce sono state scritte da Robert Pollard, eccetto dove indicato.

### Edizione in vinile
Long playing
Side A
1. Man Called Aerodynamics – 2:01
2. Rhine Jive Click – 1:34
3. Cut-Out Witch – 3:04
4. Burning Flag Birthday Suit – 2:22
5. The Official Ironmen Rally Song – 2:48
6. To Remake the Young Flyer (Tobin Sprout) – 1:43
7. No Sky – 2:03
8. Bright Paper Werewolves – 1:14
9. Lord of Overstock – 2:34

Side B
1. Your Name Is Wild – 2:01
2. Ghosts of a Different Dream – 2:30
3. Acorns & Orioles – 2:12
4. Look at Them – 2:27
5. The Perfect Life (Sprout) – 0:59
6. Underwater Explosions – 2:02
7. Atom Eyes (Sprout) – 1:42
8. Don't Stop Now – 2:39
9. Office of Hearts – 2:06

Mini-album
Side C
1. Big Boring Wedding – 3:43
2. It's Like Soul Man (Sprout) – 2:09
3. Drag Days – 2:50

Side D
1. Sheetkickers (Jim Pollard, Robert Pollard) – 3:17
2. Redmen and Their Wives – 3:55
3. Take to the Sky – 1:50

### Edizione in CD
Primo disco
1. Man Called Aerodynamics – 2:01
2. Rhine Jive Click – 1:34
3. Cut-Out Witch – 3:04
4. Burning Flag Birthday Suit – 2:22
5. The Official Ironmen Rally Song – 2:48
6. To Remake the Young Flyer (Tobin Sprout) – 1:43
7. No Sky – 2:03
8. Bright Paper Werewolves – 1:14
9. Lord of Overstock – 2:34
10. Your Name Is Wild – 2:01
11. Ghosts of a Different Dream – 2:30
12. Acorns & Orioles – 2:12
13. Look at Them – 2:27
14. The Perfect Life (Sprout) – 0:59
15. Underwater Explosions – 2:02
16. Atom Eyes (Sprout) – 1:42
17. Don't Stop Now – 2:39
18. Office of Hearts – 2:06
19. Big Boring Wedding – 3:43
20. It's Like Soul Man (Sprout) – 2:09
21. Drag Days – 2:50
22. Sheetkickers (Jim Pollard, Robert Pollard) – 3:17
23. Redmen and Their Wives – 3:55
24. Take to the Sky – 1:50

Secondo disco
1. My Valuable Hunting Knife - 2:28
2. Game of Pricks - 2:18
3. Mice Feel Nice (in My Room) - 2:20
4. Not Good for the Mechanism - 2:00
5. Kiss Only the Important Ones - 1:28
6. Dodging Invisible Rays - 2:37
7. Delayed Reaction Brats - 1:07
8. He's the Uncle - 1:38
9. Key Losers - 2:14